# Lacombe (Alberta)
Lacombe è un comune (city) del Canada, situato nella provincia dell'Alberta, nella divisione No. 8.